# То, Джонни
Джонни То Кэйфунг (кит. трад. 杜琪峯, упр. 杜琪峰, пиньинь Dù Qífēng, палл. Ду Цифэн, юэ Dou6 Kei4fung1) — гонконгский кинорежиссёр и кинопродюсер, известный как на родине, так и за рубежом. Автор более 70 теле- и кинофильмов различных жанров.

## Биография
Джонни То начал свою карьеру в 17 лет в качестве курьера на гонконгской телестудии TVB. Продвинувшись по служебной лестнице, с 1973 году То занимал должность режиссёра и исполнительного продюсера. Дебютировав в кино в 1980 году с фильмом «Загадочное дело», он продолжил работать на телевидении.
То стал известен широкой публике, когда его фильм «Все об А Лонге» с Чоу Юньфатом в главной роли стал одним из главных кассовых хитов года. В 1988 он совместно с Цуй Харком снял свой первый боевик «Большое дело». В конце восьмидесятых То добился коммерческого успеха с большим количеством своих фильмов, по преимуществу комедий. В 1988 году его фильм «Восьмое счастье» стал крупнейшим коммерческим успехом года.
В 1996 То и его постоянный компаньон Вай Кафай создали кинокомпанию Milkyway Image, специализирующуюся на производстве низкобюджетного независимого кино.
Фильмы Джонни То неоднократно участвовали в показах Каннского и Берлинского кинофестивалей. В 2011 году Джонни То был избран членом жюри 64-го Каннского кинофестиваля.

## Избранная фильмография

### Режиссёр
- 1980 — Загадочное дело (碧水寒山奪命金 / The Enigmatic Case)
- 1988 — Большое дело (城市特警 / The Big Heat)
- 1989 — Всё об А Лонге (阿郎的故事 / All About Ah-Long)
- 1992 — Правосудие моей пятки (審死官 / Justice, My Foot!)
- 1993 — Босоногий (赤腳小子 / The Bare-Footed Kid)
- 1993 — Героическое трио (東方三俠 / The Heroic Trio)
- 1993 — Героическое трио 2: Палачи (現代豪俠傳 / Executioners)
- 1993 — Безумный монах (濟公 / The Mad Monk)
- 1995 — Люблю тебя (無味神探 / Loving You)
- 1997 — Линия жизни (十萬火急 / Lifeline)
- 1998 — Герои не умирают (真心英雄 / A Hero Never Dies)
- 1998 — Самая долгая ночь (暗花 / The Longest Nite)
- 1999 — Миссия (鎗火 / The Mission)
- 1999 — Совсем мало времени (暗戰 / Running Out of Time)
- 2000 — Нуждаюсь в тебе (孤男寡女 / Needing You…)
- 2001 — Профессия киллер (全職殺手 / Fulltime Killer)
- 2001 — Чун Уень (鍾無艷 / Wu yen)
- 2001 — Любовь на диете (瘦身男女 / Love on a Diet)
- 2003 — Налево, направо (向左走·向右走 / Turn Left, Turn Right)
- 2003 — Бег судьбы (大隻佬 / Running on Karma)
- 2003 — Полицейский спецназ (PTU)
- 2004 — Горячие новости (大事件 / Breaking News)
- 2004 — Бросок вниз (柔道龍虎榜 / Throw Down)
- 2004 — И снова вчера (龍鳳鬥 / Yesterday Once More)
- 2005 — Выборы (黑社會 / Election)
- 2006 — Выборы 2 (黑社會:以和爲貴 / Triad Election)
- 2006 — Отверженные (放‧逐 / Exiled)
- 2007 — Безумный следователь (神探 / Mad Detective)
- 2007 — Треугольник (铁三角 / Triangle)
- 2008 — Воробей (文雀 / Sparrow)
- 2008 — Задержавшийся (蝴蝶飛 / Linger)
- 2009 — Месть (復仇 / Vengeance)
- 2011 — Прекрати разбивать моё сердце (单身男女 / Don’t Go Breaking My Heart)
- 2011 — Жизнь без принципов (夺命金 / Life Without Principle)
- 2012 — Нарковойна (毒戰 / Drug War)
- 2012 — Любовь на высоте (高海拔之戀II / Romancing in Thin Air)
- 2013 — Слепой детектив (盲探 / Blind Detective)
- 2015 — Офис (华丽上班族 / Office)
- 2016 — Трое (三人行 / Three)